# Доку-фікшн
Доку-фікшн (від англ. docu-fiction або docufiction) — це кіножанр, який поєднує у собі риси документального та художнього кіно: зазвичай основою фільму є документальна лінія, до якої додаються вигадані художні елементи, щоб підкреслити реальну історію. Часто у фільмах доку-фікшн грають актори-аматори та люди, які не є акторами за фахом; за сценарієм вони грають самих себе або дещо змінені, художньо оброблені версії самих себе. Термін виник на початку XXI сторіччя, і зараз вже використовується кінокритиками у багатьох мовах. Проте перші стрічки, що відносять до кіножанру доку-фікшн, було знято ще у першій половині XX сторіччя.

## Витоки
Термін включає спосіб створення фільмів, який вже практикували такі автори, як Роберт Флаерті, один із батьків документалістики, і Жан Руш, пізніше у ХХ столітті.
Будучи водночас і художнім, і документальним, документальна художня література є гібридним жанром, який порушує етичні проблеми щодо правди, оскільки реальністю можна маніпулювати і плутати з художньою літературою.
У сфері візуальної антропології інноваційна роль Жана Руша дозволяє вважати його батьком піджанру під назвою етнофантастика. Цей термін означає: етнографічний документальний фільм з місцевими жителями, які грають художні ролі. Змусити їх зіграти роль про себе допоможе відобразити реальність, яка  буде підкріплена образами. Неетнографічний документальний фільм із художніми елементами використовує той самий метод і з тих самих причин може називатися документальним фільмом.